# Cis fernandezianus
Cis fernandezianus is een keversoort uit de familie houtzwamkevers (Ciidae). De wetenschappelijke naam van de soort werd in 1924 gepubliceerd door Pierre Lesne.